# Jussac
Jussac ist eine französische Gemeinde in der Region Auvergne-Rhône-Alpes mit 2040 Einwohnern (Stand: 1. Januar 2022). Sie gehört zum Département Cantal, zum Arrondissement Aurillac und zum Kanton Naucelles.

## Lage
Jussac liegt etwa sieben Kilometer nördlich von Aurillac im Zentralmassiv an der Authre. Umgeben wird Jussac von den Nachbargemeinden Saint-Cernin im Norden, Marmanhac im Osten, Saint-Simon im Südosten, Reilhac im Süden, Crandelles im Südwesten, Teissières-de-Cornet und Ayrens im Westen sowie Freix-Anglards im Nordwesten.

## Bevölkerungsentwicklung
| Jahr                       | 1962 | 1968 | 1975 | 1982 | 1990 | 1999 | 2006 | 2012 | 2019 |
| -------------------------- | ---- | ---- | ---- | ---- | ---- | ---- | ---- | ---- | ---- |
| Einwohner                  | 1058 | 1204 | 1685 | 1825 | 1865 | 1779 | 1805 | 1941 | 2022 |
| Quellen: Cassini und INSEE |      |      |      |      |      |      |      |      |      |

## Sehenswürdigkeiten
- Kirche Saint-Martin-de-Tours
- Kapelle auf dem Hügel von Hauterive

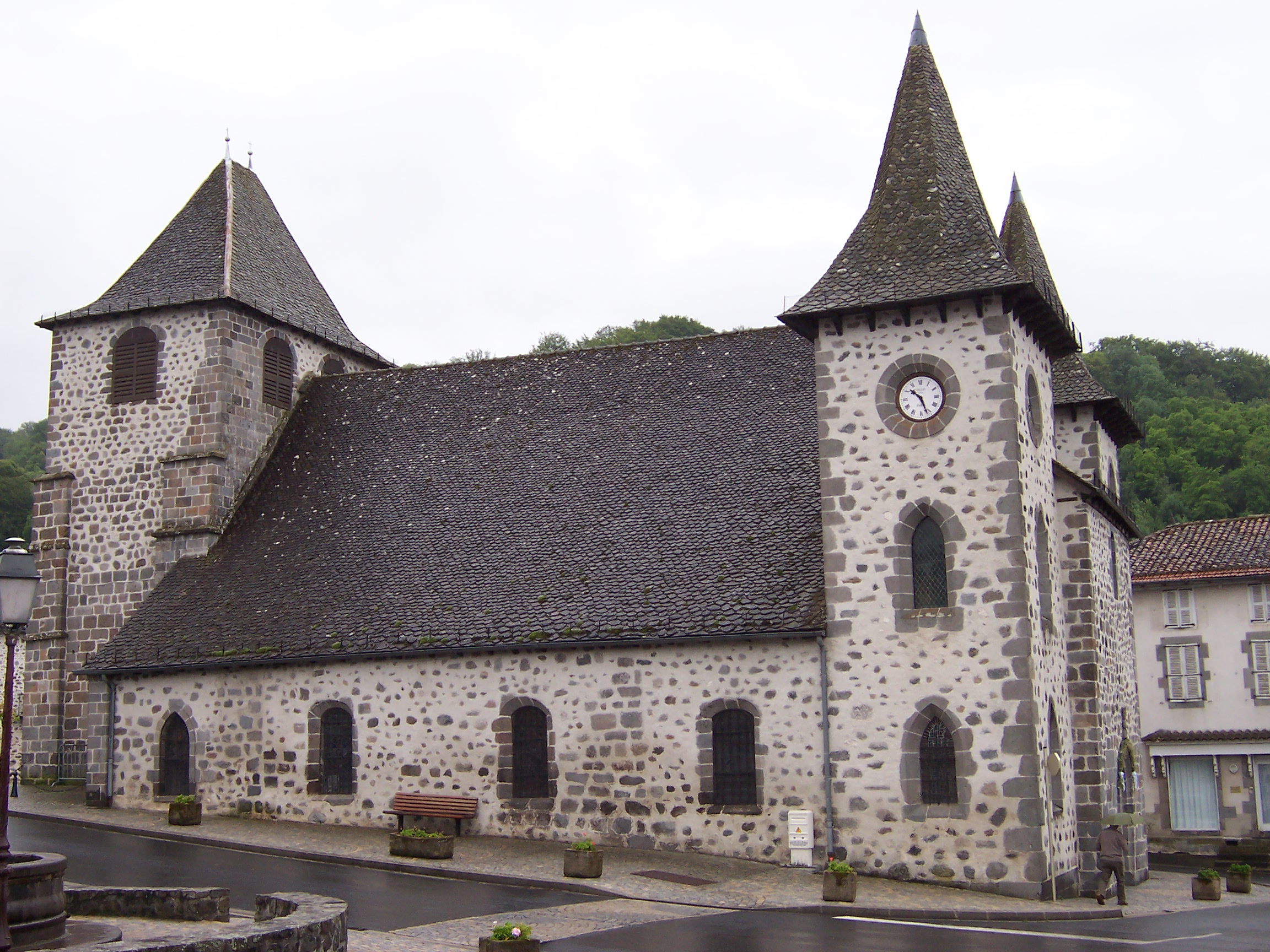
Kirche Saint-Martin-de-Tours

- Schloss Nozieres, 1309 erbaut
- Fort Nierestang